# Philip Powell Calvert
Philip Powell Calvert, född den 29 januari 1871 i Philadelphia, död där den 23 augusti 1961, var en amerikansk entomolog, som särskilt ägnade sig åt studiet av trollsländor (Odonata). Auktorsnamnet Calvert kan användas för Philip Powell Calvert i samband med ett vetenskapligt namn inom zoologin; se Wikipedia-artiklar som länkar till auktorsnamnet.
Calvert var under lång tid lärare och professor vid University of Pennsylvania. Han var president i American Entomological Society 1900–1915 och redaktör för Entomological News 1911–1943. Hans 1893 utkomna arbete  Catalogue of the Odonata (dragonflies) of the Vicinity of Philadelphia, with an Introduction to the Study of this Group kom att bilda mönster för regionala insektsstudier och var det första större försöket till en vägledning för ordningen. Calvert publicerade med tiden över 300 störrre eller mindre verk om Odonata. Han utgav även A year of Costa Rican natural history tillsammans med sin hustru, botanisten Amelia Smith Calvert (1876–1965).